# ریتس-نویندورف
ریتس-نویندورف (به آلمانی: Rietz-Neuendorf) یک شهر در آلمان است که در اودر-اشپری واقع شده‌است. ریتس-نویندورف ۴٬۴۴۴ نفر جمعیت دارد.